# Awiadwigatiel PS-90

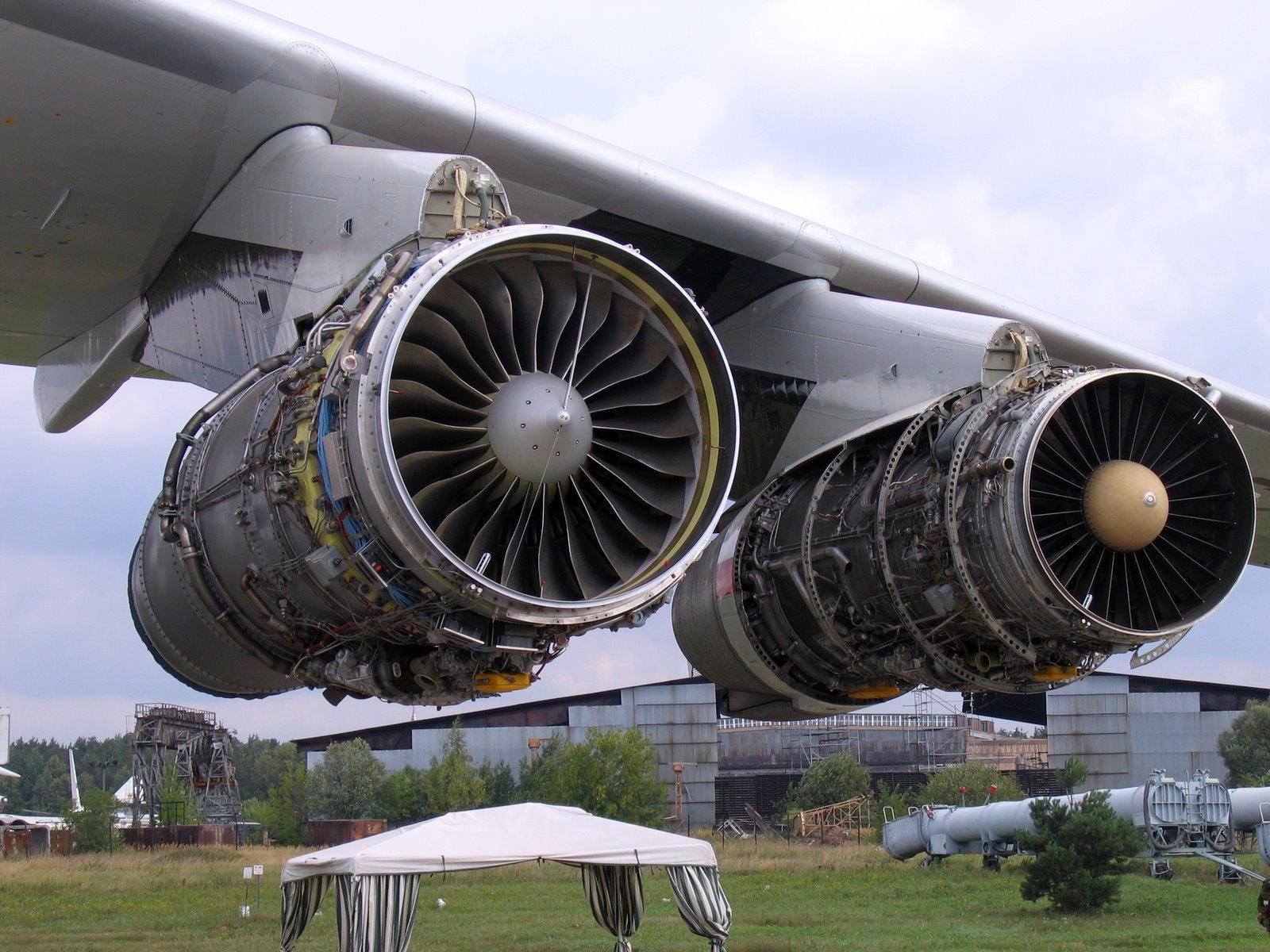
Silnik PS-90A-76 oraz D-30KP na samolocie Ił-76

Awiadwigatiel PS-90 – seria turbowentylatorowych, dwuprzepływowych silników lotniczych o dużym stosunku dwuprzepływowości. Wytwarzane są przez rosyjską firmę Awiadwigatiel. Silniki napędzają rosyjskie samoloty pasażerskie typu Ił-96, Tu-204 i Tu-214 oraz samolot transportowy Ił-76. skrót PS to inicjały Pawieła Aleksandrowicza Sołowjowa.

## Projekt
Wraz z pojawieniem się nowych rosyjskich samolotów nowej generacji Awiadwigatiel opracował silnik PS-90, który miał zaspokoić potrzeby rynku rosyjskiego na silniki lotnicze oraz spełniać normy emisji spalin i mieć dużą wydajność. Był to ogromny postęp w stosunku do przestarzałych silników radzieckich. Nowy silnik PS-90 niemalże podwoił wydajność poprzedników i jest dość konkurencyjny w stosunku do silników zachodnich.

### Cechy konstrukcyjne
Silnik wykorzystuje wiele nowatorskich rozwiązań zaawansowanych technologii:
- Duży stosunek dwuprzepływowości (ang. High-Bypass)
- Akustyczny kanał wylotowy o obniżonym poziomie hałasu
- Całkowicie autonomiczny cyfrowy system sterowania silnika (FADEC)[4]
- Długa żywotność silnika
- Modułowa konstrukcja, która umożliwia łatwą konserwację[4].

Silnik po raz pierwszy został certyfikowany w 1992.

## Warianty
Istnieje pięć wariantów, podstawowe to PS-90A, PS-90A-76 oraz ulepszone wersje PS-90: PS-90A1, PS-90A2 i PS-90A-42.

### PS-90A
PS-90A jest wyjściowym wariantem, stanowi on standardowe wyposażenie dla samolotów Ił-96, Tu-204 i Tu-214. Silniki te pomogły osiągnąć zbliżone osiągi tych maszyn do samolotów zachodniej produkcji. Posiada ciąg 157 kN, a zużycie paliwa jest niższe o 8% od silnika Rolls-Royce RB211-535, które są również wykorzystywane do napędzania Tu-204. Suchoj Superjet 100.

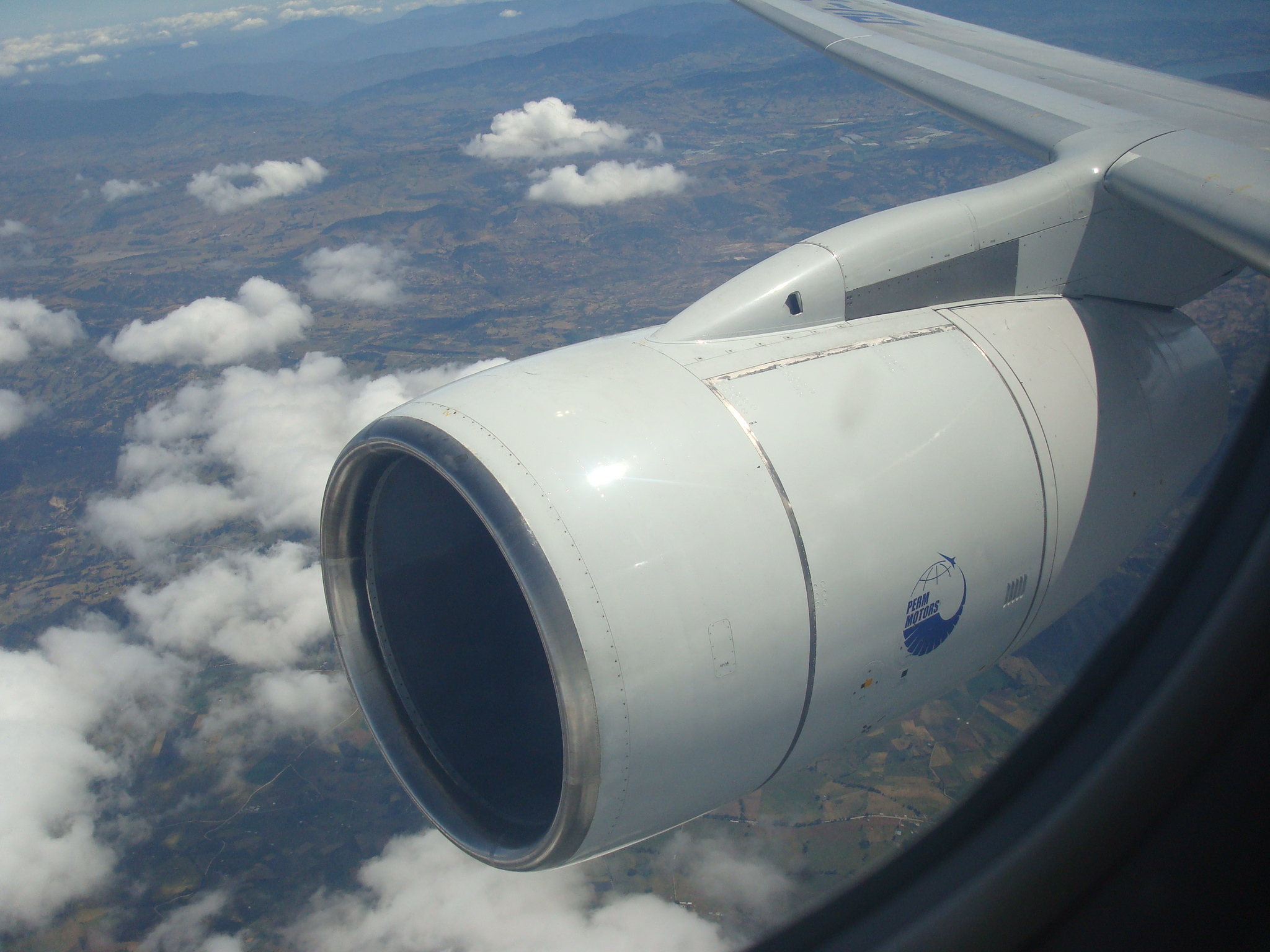
Silnik PS-90A na samolocie Tu-204

Ten wariant jest modyfikacją podstawowego modelu PS-90A. Ten wariant został skonstruowany specjalnie do napędzania samolotów Ił-76, zastępując stare silniki D-30KP. Dzięki temu samoloty Ił-76 z nowymi silnikami stały się bardziej ekonomiczne oraz mniej hałaśliwe. Osiągi silnika to 142 kN ciągu.
Silnik otrzymał certyfikat w 2003.

### PS-90A1
Wariant PS-90A1 został zaprojektowany specjalnie do napędzania samolotów towarowych np. Ił-96-400T. Silnik rozwija ciąg do 181 kN

### PS-90A2
PS-90A2 bazuje na wyjściowym modelu PS-90 jednak zastosowano w nim nowszą i bardziej wydajną technologię. Spora liczba części pochodzi z Francji, Niemiec, Szwecji i USA. Ponadto silnik jest lżejszy od poprzednika i ma bardziej dopracowany system FADEC. Wszystkie poprawki zmniejszyły koszty eksploatacji o 37%, a zużycie paliwa jest podobne do zachodnich konkurentów. PS-90A2 jest również pierwszym rosyjskim silnikiem, który posiada certyfikat ETOPS 180. Obecnie silnik jest oferowany w nowych rosyjskich samolotach, posiada też tę samą obudowę co PS-90, dlatego z łatwością można zamienić starszą wersję na nowszą. Ciąg silnika nie uległ zmianie i wynosi 157 kN, jednak w szczególnych przypadkach silnik może rozwinąć ciąg do 176 kN.
Zaangażowanie firm z USA w rozwój tego silnika może doprowadzić do zablokowania sprzedaży tego modelu liniom lotniczym z Iranu.

## Zastosowanie
- Ił-76MD
- Ił-96
- Tu-204
- Tu-214
- Suchoj Superjet 100